# Pterodroma lessonii
Pterodroma lessonii là một loài chim trong họ Procellariidae.
Loài này dài khoảng 400 mm. Chúng sinh sản một mình hoặc thành bầy trong hang đào trong các bụi cỏ và đồng cây thân thảo trên các đảo gần Nam Cực. Chúng dường như ăn động vật thân mềm và động vật giáp xác